# Höfern, Šentandraž v Labotski dolini
Höfern je naselje v Občini Šentandraž v Labotski dolini v Okraju Volšperk na Koroškem v Avstriji.